# Масонский храм Лилля
Масонский храм Лилля — здание, состоящее из двух зданий, расположенных в Лилле, во французском департаменте Нор и регионе О-де-Франс, и является местом встреч масонской ложи «Свет Севера» Великого востока Франции. Здание также является штаб-квартирой Философского кружка метрополии Лилля.

## История
Ложа «Свет Севера» была основана в 1893 году. Она избрала Шарля Дебиера, заведующего кафедрой анатомии на медицинском факультете Лилля, досточтимым мастером ложи в 1899 году. В 1910 году Дебиер решил вместе с другими масонами ложи купить помещение по адресу улица Тьер, 2 для строительства нового масонского храма. Здание, состоящее из двух смежных зданий, было приобретено компанией по недвижимости «Свет Севера». Дебиер поручил реконструкцию зданий архитектору Альберту Бэрту, также члену ложи. Храм был открыт 5 июля 1914 года.
Очень быстро храм пришлось покинуть, с приходом немецких оккупационных войск. Первый этаж был превращён в военную столовую.
Во время Второй мировой войны здание на улице Тьер также было захвачено, разграблено и разобрана вся мебель. В конце войны масоны попытались выкупить их обратно в аукционных залах, но не всё из имущества было найдено.
Здание, фасад и крыша на улице, а также храм Шарля Дебиера, расположенный на втором этаже здания, зарегистрированы как исторические памятники с 15 марта 1988 года.
Помещение ремонтировалось с 2008 по 2012 годы.

## Архитектура
Фасад из красного кирпича имеет глухую верхнюю часть, украшенную геометрическим фризом. Внизу справа просматриваются элементы старого частного дома 1880 года, а слева четыре дорических колонны, которые опираются на голубой каменный постамент и поддерживают архитрав с пятью арками, образующими лоджию. В основании есть двери и окна, некоторые из которых находятся на уровне тротуара.

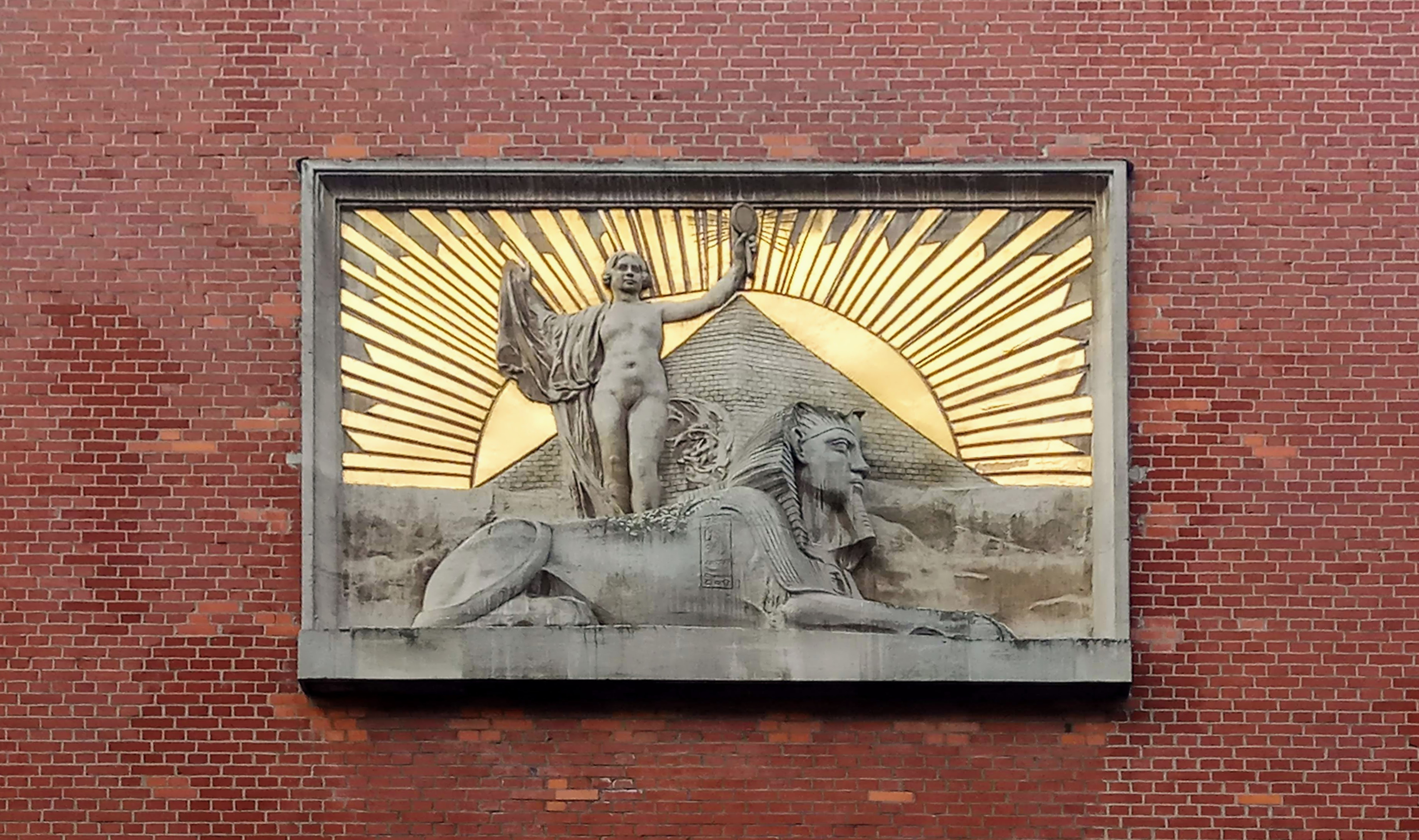
Барельеф

Лоджию увенчивает большой барельеф, на который наложен сфинкс (эмблема масонской тайны), пирамида (символ материи и её освобождения от возвышения духа), сияющее золотое солнце (символ света) и женщина (фигура, несущая ручное зеркало, которое символизирует свет севера).
Внутренний храм включает в себя на первом этаже бар и большую деревянную лестницу, ведущую к двум храмам: маленькому, который может вместить 60 человек; и большому, «Храму Шарля Дебиера», который может вместить до 120 человек.
Характерные элементы египетского стиля даже более заметны внутри, чем снаружи. Главный храм состоит из шести пар полукруглых колонн и лунного диска, увенчанного «хаторической» короной и поддерживаемого цветами лотоса, символизирующими Исиду, украшающими каждое дверное полотно. Подносы (небольшие «кабинеты» для офицеров) выполнены в виде миниатюрных храмов, четыре колонны обрамляют дверь, образующую фасад. Кресло президента венчает треугольный фронтон, который несёт крылатый диск, символизирующий египетского бога Гора.

## Расположение
Здание находится по адресу — Лилль, улица Тьер, дом 2.